# 藤香槐
藤香槐（学名：Cladrastis scandens），为豆科香槐属下的一个植物种。